# Равань
Ра́вань — река в Ленинградской области и Новгородской области России, правый приток нижнего течения Тигоды.
Берёт начало из озера Отлизино. Длина реки — 76 км, площадь водосборного бассейна — 533 км², средний уклон — 0,48 м/км. Берега крутые, обрывистые, поросшие кустарником — ива, ольха. Исток реки находится в Новгородском районе Новгородской области, устье в Чудовском районе Новгородской области, при этом большая часть русла находится в Ленинградской области.
Устье Равани находится на высоте 20 м над уровнем моря в 30 км по правому правому берегу Тигоды, напротив урочища Фёдоровка.
Притоки (от истока): Быстрый (левый), Щелытенка (правый), Хвощень (правый), Попов (левый), Сенной (правый), Крапивинский (левый), Жадоба (левый), Широкий (левый), Хутань (левый), Сустьевский (левый), Красный (левый), Лунец (правый), Ольшон (правый), Плоский (левый), Горемыков (правый), Марьин (левый), Вороньевский (левый), Грядка (правый), Александровский (правый).

## Данные водного реестра
По данным государственного водного реестра России относится к Балтийскому бассейновому округу, водохозяйственный участок реки — Волхов, речной подбассейн реки — Волхов. Относится к речному бассейну реки Нева (включая бассейны рек Онежского и Ладожского озера).